# میشل آندرادی
میشل آندرادی (اوکراینی: Мішель Андраде؛ زادهٔ ۱۰ نوامبر ۱۹۹۶) خواننده، بازیگر، مجری، و مجری تلویزیون اهل بولیوی است. وی از سال ۲۰۱۳ میلادی تاکنون مشغول فعالیت بوده‌است. او به زبان‌های اسپانیایی، اوکراینی، انگلیسی، پرتغالی و روسی آواز می‌خواند.

## زندگی
آندرادی در کوچابامبا، بولیوی در ۱۰ نوامبر ۱۹۹۶ از پدری بولیویایی پرو تبار و مادری اوکراینی به دنیا آمد. در کودکی به ژیمناستیک ریتمیک، والیبال و رقص مشغول بود. در سال ۲۰۱۰، او به اوکراین نقل مکان کرد. در همان زمان با مدرک پیانو وارد مدرسه موسیقی شد و همزمان به خوانندگی پرداخت.